# Конобродська Валентина Лаврентіївна
Валентина Лаврентіївна Конобродська — український мовознавець, дослідник у галузі етнолінгвістики та лінгвогеографії, кандидат філологічних наук, доцент кафедри української мови (2000–2013) та директор Центру етнолінгвістичних досліджень (2005–2013) Житомирського державного університету імені Івана Франка.

## Біографічні дані
Після закінчення філологічного факультету Житомирського державного педагогічного інституту імені Івана Франка розпочала науково-педагогічну діяльність на кафедрі української мови цього ж навчального закладу (нині Житомирський державний університет імені Івана Франка) в 1985 р.
Кандидат філологічних наук з 1999 р. Доцент кафедри української мови ЖДУ імені Івана Франка (2000–2013) та в. о. професора (2004–2006).
Автор навчальних посібників для вищих навчальних закладів «Історія української літературної мови» та «Курсова і дипломна роботи з етнолінгвістики»,   рекомендованих МОН України для студентів університетів.
Директор Центру етнолінгвістичних досліджень Інституту філології та журналістики ЖДУ імені Івана Франка (2005–2013).
Керівник Міжнародної школи-семінару для студентів, аспірантів та вчених-дослідників «Актуальні проблеми етнолінгвістики» (2005–2010).
Відповідальний редактор збірника наукових праць «Етнолінгвістичні студії» з 2005 р.

## Наукова діяльність
В. Конобродська (раніше Світельська), учениця професора М. Никончука, представник української діалектологічної школи, належить до кола українських учених, що в кінці ХХ ст. долучилися до комплексного мовно-культурного дослідження Полісся в річищі нового напряму вітчизняного мовознавства — етнолінгвістики. Автор першого в Україні монографічного дослідження одного з явищ традиційної народної духовної культури в етнолінгвістичному аспекті "Поліський поховальний і поминальні обряди: Етнолінгвістичні студії", здійсненого на автентичному мовному, етнографічному та фольклорному матеріалі, зібраному власноруч упродовж експедицій у понад 130 сіл поліського діалектно-культурного ареалу. Польовий матеріал картографічно й описово представлено також в інших працях, зокрема в одному з перших в Україні етнолінгвістичному атласі (рукописному додатку до дисертації) та в статтях. В. Конобродська є автором першого в Україні посібника з етнолінгвістики для студентів університетів та понад сорока наукових статей, у тому числі й загальнотеоретичного та оглядового характеру, в українських та зарубіжних слов'янських виданнях Польщі, Сербії, Росії та Білорусі.
Спільно з відділом діалектології Інституту української мови НАН України заснувала наукову школу-семінар «Актуальні проблеми етнолінгвістики» на допомогу дослідникам — початківцям у галузі етнолінгвістики та впродовж 2005–2010 років здійснювала керівництво її роботою. До співпраці залучено провідних учених у галузі етнолінгвістики з різних міст України та з інших слов'янських країн з тривалими етнолінгвістичними традиціями, розвинутою теоретичною базою та високим рівнем етнолінгвістичних досліджень (Польщі, Сербії, Росії, Білорусї). На цьому ґрунті В. Конобродська створила Центр етнолінгвістичних досліджень у структурі Інституту філології та журналістики ЖДУ імені Івана Франка, який був першим і впродовж тривалого часу — єдиним в Україні, та заснувала періодичний збірник наукових праць «Етнолінгвістичні студії», що також був тоді єдиним спеціальним виданням цього напряму в Україні. Науковий колектив Центру під її керівництвом у 2005 р. розпочав роботу над реалізацією фундаментального наукового проекту «Реконструкція прастану традиційної народної духовної культури Полісся як частини загальнослов'янського мовно-культурного ландшафту».
У складі міжнародного наукового колективу брала участь у реалізації українсько-польських наукових проектів «Етнолінгвістичний атлас Побужжя» та «Мова і культура єврорегіону Бугу». Результати оприлюднено в низці збірників наукових праць «Język i kultura na pograniczu polsko-ukraińsko-białoruskim» та в колективній монографії «Gmina Wola Uhruska na tle Euroregionu Bug. Język i kultura».
Проблематика наукових студій: дослідження явищ традиційної культури як цілісного культурного тексту; вивчення українських діалектно-культурних ареалів; культурологічний аспект мотивології й діалектного  словотворення; теоретичні засади реконструкції культурного тексту.

## Основні праці

### Окремі видання
- В. Конобродська. Поліський поховальний і поминальні обряди. Т. 1: Етнолінгвістичні студії. — Житомир, 2007. — 356 с.[недоступне посилання]
- В. Конобродська. Курсова і дипломна роботи з етнолінгвістики. Навчальний посібник. — Житомир, 2003. — 236 с. [недоступне посилання з серпня 2019]
- В. Конобродська. Історія української літературної мови. Практичні заняття. Навчальний посібник. — Житомир, 2002. — 200 с.  [Архівовано 5 березня 2016 у Wayback Machine.]
- В. Конобродська. Атлас поліського поховального обряду // В. Л. Конобродська. Вербальний компонент традиційного поховального обряду в поліських говорах: Дис… канд. філол. наук: 10.02.01 (Додатки) / Житомирський держ. педагогічний ун-т ім. Івана Франка. — Житомир, 1999. — 673 с.

### Статті
- В. Конобродська. Рудименти магії речей померлого у поліському поховальному обряді // Полісся: мова, культура, історія. — Київ, 1996. — С. 140–146
- В. Конобродська. Номінація поліського поховального обряду. І // Український діалектологічний збірник. Книга 3. Пам'яті Тетяни Назарової. — Київ, 1997. — С. 428–458
- В. Конобродська. Відбиття давніх міфологічних уявлень у деяких віщих снах і прикметах наближення смерті, поширених на Поліссі, та їх номінації // Волинь — Житомирщина. Історико-філологічний збірник з регіональних проблем. — Вип. 5. — Житомир, 2000. — С. 21–41.
- В. Конобродська. Просторова варіантність поліського поховального обряду та його номінації // Język i kultura na pograniczu polsko-ukraińsko-białoruskim / Redakcja Feliks Czyżewski. — Т. 3. — Lublin, 2001. — С. 195–210
- В. Конобродська. Українські етнокультурні й мовні  ознаки Берестейщини у світлі картографування поліського поховального обряду // Діалектологічні студії 1. Мова в часі і просторі. — Львів, 2003. — С. 203–212 [Архівовано 26 жовтня 2019 у Wayback Machine.]
- В. Конобродська. Східнослов'янський поховальний обряд як об'єкт етнолінгвістичного дослідження // Діалектологічні студії 2. Мова і культура. — Львів, 2003. — С. 42–52 [Архівовано 25 липня 2015 у Wayback Machine.]
- В. Конобродська. Мовні засоби градації вираження понять в обрядовому тексті // Język ukraiński: współczesność — historia. Українська мова: сучасність — історія / Redakcja Feliks Czyżewski, Paweł Hrycenko. — Т. 4. — Lublin, 2003. — С. 171–182
- В. Конобродська. Деякі локальні явища у мові та культурі Західного Полісся // Treści i mechanizmy przenikania kultur na pograniczu polsko-ukraińskim. Зміст та механізми проникання культур на польсько-українському пограниччі / Redakcja Henryk Bednarski, Feliks Czyżewski, Janusz Ślusarski. — T. 2. — Ryki, 2003. — С. 167–177
- В. Конобродська. Етнолінгвістичний і лінгвістичний аспекти дослідження діалектної лексики // Матеріали V конгресу Міжнародної асоціації україністів. Мовознавство: Збірник наукових статей. — Чернівці, 2003. — С. 406–410
- В. Конобродська. Українська етнолінгвістика на шляху пошуку (Замість передмови) // Етнолінгвістичні студії 1. — Київ — Житомир, 2006. — С. 7–19
- W. Konobrodska. Tradycyjny obrzęd pogrzebowy w Woli Uhruskiej na tle poleskiego obrzędu pogrzebowego // Gmina Wola Uhruska na tle Euroregionu Bug. Język i kultura / Pod redakcją Feliksa Czyżewskiego. — Wola Uhruska, 2003. — С. 109–126
- В. Конобродська. Поняття семантики у культурному контексті // Етнолінгвістичні студії 1. — Київ — Житомир, 2006. — С. 23–37
- В. Конобродська. Обрядовий текст як «консерватор» граматичних форм // Rozprawy Slawistycne 20. — Lublin, 2006. — С. 135–148
- В. Конобродська. Украинская этнолингвистика: некоторые аспекты // Пројекат Растко: Славянская этнолингвистика • Словенска етнолингвистика • Slavic Ethnolinguistics [Архівовано 23 січня 2013 у Wayback Machine.]
- В. Л. Конобродская. Украинская этнолингвистика: направления развития, проблемы и задачи. 2008 // Славяноведение. — 2008. — № 4. — С. 104–114. [Архівовано 21 червня 2013 у Wayback Machine.]